# Till the Clouds Roll By
Till the Clouds Roll By (bra: Quando as Nuvens Passam) é um filme estadunidense de 1946 produzido pela Metro-Goldwyn-Mayer. É uma biografia fictícia do compositor Jerome Kern, interpretado por Robert Walker. Kern esteve originalmente envolvido com a produção, mas morreu antes do filme ser concluído. Till the Clouds Roll By tem um grande elenco de estrelas musicais conhecidas da época que aparecem cantando as músicas de Kern. Foi o primeiro de uma série de filmes biográficos da MGM sobre os compositores da Broadway; foi seguido por Minha Vida é uma Canção (Rodgers e Hart, 1948), Três Palavrinhas (Kalmar e Ruby, 1950), e Bem no Meu Coração (Sigmund Romberg, 1954). 
O filme é um dos musicais da MGM que entraram no domínio público, porque a MGM não renovou seus direitos autorais.

## Elenco
- Robert Walker ...Jerome Kern
- June Allyson ....ela mesma/Jane em Leave It to Jane
- Lucille Bremer ...Sally Hessler
- Judy Garland ...Marilyn Miller
- Kathryn Grayson ...Magnolia Hawks em Show Boat/ela mesma
- Van Heflin ...James I. Hessler
- Lena Horne ...Julie LaVerne em Show Boat/ela mesma
- Dorothy Patrick ...Eva Kern
- Van Johnson ...líder de banda em Elite Club
- Tony Martin ...Gaylord Ravenal in Show Boat/Himself
- Dinah Shore ...ela mesma
- Frank Sinatra ...ele mesmo
- Gower Champion ... dançarino em Roberta (musical)
- Cyd Charisse ... dançarina em Roberta (musical)
- Angela Lansbury ...London specialty
- Ray McDonald ...dançarino em Oh, Boy! e Leave It to Jane
- Virginia O'Brien ... Ellie Mae em Show Boat/ele mesmo
- Joan Wells ...Sally Hessler jovem
- Harry Hayden ...Charles Frohman
- Paul Langton ...Oscar Hammerstein II
- Paul Maxey ...Victor Herbert

Notas de elenco
- Esther Williams faz uma participação especial,
- Sally Forrest e Mary Hatcher fazem aparições como "coristas"
- Kathryn Grayson reprisou o papel de Magnolia Hawks na adaptação cinematográfica da MGM Show Boat, lançado em 1951.

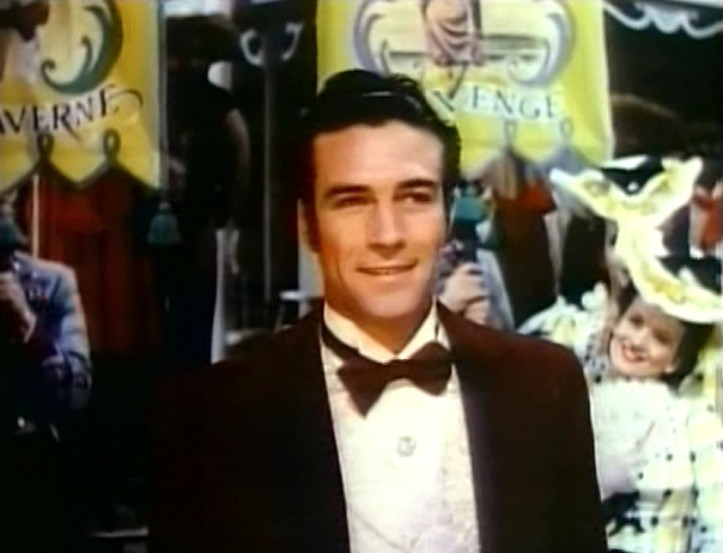
Bruce Cowling
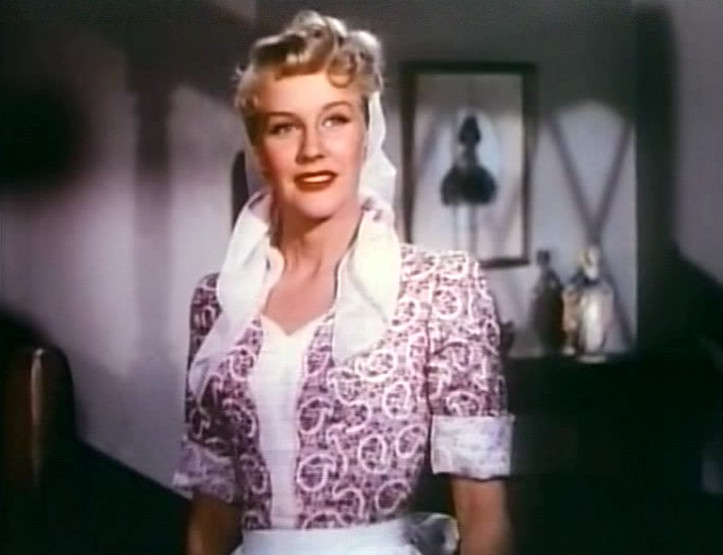
Dorothy Patrick
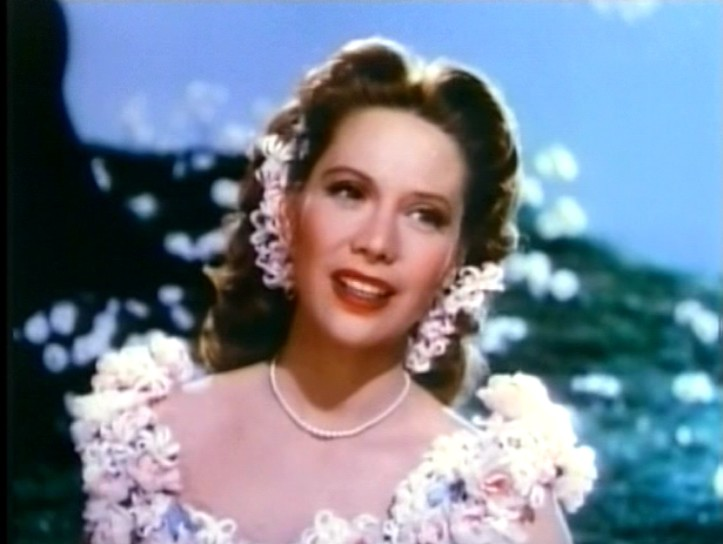
Dinah Shore